# Матч за звание чемпиона мира по шахматам 1927

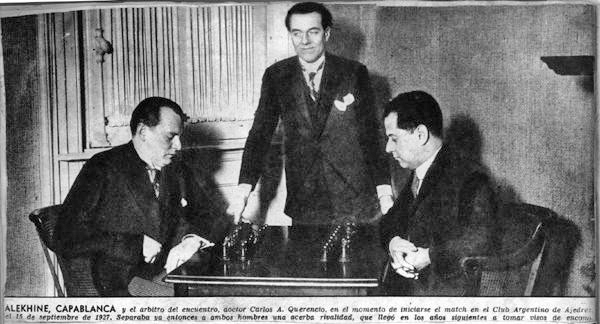
Слева направо: Алехин, арбитр Карлос Аугусто Керенсио, Капабланка.

Матч на первенство мира по шахматам между чемпионом мира кубинцем Хосе Раулем Капабланкой и претендентом на это звание Александром Алехиным, представлявшим Францию, проходил с 16 сентября по 29 ноября 1927 года в Буэнос-Айресе. По регламенту матч игрался до 6 побед без учёта ничьих. Всего было сыграно 34 партии, Алехин одержал победу со счётом 18½:15½ (+6−3=25) и стал четвёртым чемпионом мира.

## Переговоры и подготовка
В 1920-х годах было несколько шахматистов, которые стабильно выступали на высоком уровне и считались претендентами на матч за звание чемпиона мира с Капабланкой. На лондонском турнире 1922 года Капабланка представил претендентам на шахматную корону составленный им «Лондонский протокол» (London Rules) — соглашение об условиях проведения матча на первенство мира, — заявив, что будет играть матч за шахматную корону с тем, кто выполнит условия этого документа. Согласно «протоколу», матч на первенство мира должен был играться по формуле «до 6 побед, без учёта ничьих, без ограничения общего числа партий». Претендент был обязан обеспечить призовой фонд не менее чем в 10 000 долларов США. 20 % призового фонда получал действующий чемпион, а оставшаяся сумма делилась между победителем и проигравшим в соотношении 60:40. Кроме того, претендент должен был обеспечить покрытие организационных расходов. Новый чемпион мира должен был защищать свой титул на тех же условиях, если претендент обеспечит требуемый призовой фонд и будет принадлежать к числу «признанных в мире мастеров» (recognized international masters). Чемпион был обязан приступить к защите титула в течение года со дня получения вызова, а если чемпион не смог защитить титул в срок (в том числе из-за болезни), титул переходил к претенденту. Под протоколом подписались Алехин, Рубинштейн, Боголюбов, Рети, Мароци, Видмар и Тартаковер.
Ещё до появления Лондонского протокола, в 1921 году, после выезда из Советской России и блестящих побед в нескольких крупных турнирах Александр Алехин впервые направил Капабланке вызов на матч за звание чемпиона мира, но получил отказ. После подписания протокола в разное время вызов чемпиону бросали Рубинштейн и Нимцович, но они не смогли обеспечить финансовые условия. Алехин сумел договориться с шахматным клубом Буэнос-Айреса, который при поддержке правительства Аргентины предоставил необходимый призовой фонд, и матч был назначен на осень 1927 года.
Явным фаворитом в матче считался 38-летний Капабланка. К моменту проведения матча счёт личных встреч между чемпионом и претендентом был +5 −0 =7 в пользу Капабланки. Кроме того, хотя за 6 лет чемпионства Капабланки Алехин занял или разделил первое место в 12 из 20 сыгранных им турниров, при участии в турнирах Капабланки Алехин всегда занимал место ниже чемпиона. Весной 1927 года Капабланка одержал убедительную победу на турнире в Нью-Йорке, не проиграв ни одной партии и опередив Алехина на два с половиной очка. Очевидно, окрылённый этой убедительной победой над претендентом, чемпион в своей обычной манере пренебрёг целенаправленной подготовкой к матчу.
Алехин же готовился к матчу несколько месяцев, изучая игру противника. Во вступительной статье к книге о нью-йоркском турнире, вышедшей в 1928 году, Алехин суммировал слабые места, которые, с его точки зрения, были у Капабланки: излишняя осторожность в дебютах и слабая для игрока его уровня эндшпильная техника; в миттельшпиле, считал Алехин, Капабланка играет сильнее всего, но он слишком часто склонен полагаться на интуицию и из-за этого изучает позицию поверхностно и часто выбирает не лучшие продолжения. Перед матчем 34-летний Алехин говорил, что не представляет себе, как сможет выиграть шесть партий у Капабланки, но ещё меньше представляет, как Капабланка сумеет выиграть шесть партий у него.

## Матч
Матч проходил по формуле Лондонского протокола. Существует версия о том, что в матче было условие, согласно которому при счёте 5:5 Капабланка сохранял титул чемпиона. Такое условие отсутствовало в Лондонском протоколе, однако о нём упоминают многие биографы Алехина и Капабланки, а также другие авторы, писавшие о матче; среди них — Макс Эйве и Ханс Кмох, Василий Панов, Исаак Линдер, а также Гарри Каспаров. С другой стороны, отсутствуют документальные свидетельства наличия этого условия.
За день до матча в шахматном клубе Буэнос-Айреса состоялось открытие матча, на котором присутствовал президент Аргентины Марсело Торкуато де Альвеар.
Алехин неожиданно победил чёрными в первой же партии, таким образом впервые в своей жизни обыграв Капабланку. Чемпион, в свою очередь, выиграл третью и седьмую партии, а также не использовал хорошие возможности ещё в нескольких. Одиннадцатая партия проходила очень напряжённо, со взаимными ошибками, но в концовке Алехин выиграл, когда у каждого игрока было по два ферзя на доске (Капабланка сдался за ход до мата). Следующую партию снова выиграл Алехин, и счёт стал 3:2. Затем последовала серия ничьих, а 21-ю партию Алехин провёл очень сильно, увенчав её эффектным тактическим ударом. В 22-й партии Алехин пожертвовал фигуру, энергичной игрой добился большого преимущества, но в эндшпиле упустил простой выигрыш, и получилась ничья. Капабланка хорошо провёл 27-ю партию, в которой должен был одержать победу, но грубо ошибся в конце и позволил Алехину организовать вечный шах. Затем в 29-й партии Алехин потерял пешку, далее упорной защитой достиг равенства, но на 55-м ходу допустил грубую ошибку, и Капабланка ею воспользовался. Счёт стал 4:3 в пользу Алехина. 31-я партия завершилась вничью, причём, как было доказано в 1994 году, чемпион мира мог победить в эндшпиле с лишней пешкой, но не заметил выигрывающего продолжения. Алехин победил в 32-й партии, а в 34-й выиграл пешку и реализовал её в эндшпиле, сломив упорное сопротивление противника. После второго откладывания Капабланка сдал партию без доигрывания. Алехин выиграл матч со счётом 6:3 и стал четвёртым чемпионом мира.
Матч из 34 партий был самым продолжительным для своего времени. Рекорд по количеству партий был превзойдён только в «безлимитном матче» Карпова и Каспарова в 1984—1985 году, который был прерван президентом ФИДЕ Флоренсио Кампоманесом после 48-й партии.

## После матча
Матч Капабланки с Алехиным стал первым и последним поединком за звание чемпиона мира, который проходил по правилам, установленным Лондонским протоколом. После проигрыша Капабланка предложил внести в Лондонский протокол изменения, ограничив максимальное число партий шестнадцатью (победителем должен был стать тот, кто первым выиграет 6 партий, либо, если никто не достигнет 6 побед, — тот, кто наберёт больше очков). По словам Капабланки, без ограничения числа партий матч «превращается в соревнование на выносливость». Несмотря на то, что это суждение было вполне логичным, для Алехина оно звучало оскорбительно, так как позволяло сделать вывод, что он победил не за счёт шахматного таланта, а благодаря большей выносливости. Алехин заявил, что будет играть матч-реванш с Капабланкой только на тех же условиях, на которых он сам завоевал звание чемпиона. Капабланка прислал Алехину вызов на матч-реванш по Лондонскому протоколу лишь через несколько месяцев после того, как было заключено соглашение о матче Алехин — Боголюбов, и Капабланке было отказано.
Тем не менее, затягивание матчей при безлимитной формуле было очевидно, и четыре следующих матча (два — Алехина с Боголюбовым и два — Алехина с Эйве) игрались с лимитом 30 партий. В дальнейшем ФИДЕ приняла регламент «24 партии на большинство». К безлимитной формуле вернулись во второй половине 1970-х, но после беспрецедентно затянувшегося матча 1984—1985 годов от неё отказались окончательно.

## Таблица матча
| № | Участники             | 1 | 2 | 3 | 4 | 5 | 6 | 7 | 8 | 9 | 10 | 11 | 12 | 13 | 14 | 15 | 16 | 17 | 18 | 19 | 20 | 21 | 22 | 23 | 24 | 25 | 26 | 27 | 28 | 29 | 30 | 31 | 32 | 33 | 34 | Очки |
| - | --------------------- | - | - | - | - | - | - | - | - | - | -- | -- | -- | -- | -- | -- | -- | -- | -- | -- | -- | -- | -- | -- | -- | -- | -- | -- | -- | -- | -- | -- | -- | -- | -- | ---- |
| 1 | Александр Алехин      | 1 | ½ | 0 | ½ | ½ | ½ | 0 | ½ | ½ | ½  | 1  | 1  | ½  | ½  | ½  | ½  | ½  | ½  | ½  | ½  | 1  | ½  | ½  | ½  | ½  | ½  | ½  | ½  | 0  | ½  | ½  | 1  | ½  | 1  | 18½  |
| 2 | Хосе Рауль Капабланка | 0 | ½ | 1 | ½ | ½ | ½ | 1 | ½ | ½ | ½  | 0  | 0  | ½  | ½  | ½  | ½  | ½  | ½  | ½  | ½  | 0  | ½  | ½  | ½  | ½  | ½  | ½  | ½  | 1  | ½  | ½  | 0  | ½  | 0  | 15½  |

## Интересные факты
В 2006 году гроссмейстер Бент Ларсен выставлял на интернет-аукцион eBay фотографию Капабланки с автографом шахматиста, сделанную в шахматном клубе Буэнос-Айреса накануне матча. Стартовая цена составляла 22 000 долларов США.

## Примечательные партии

### Капабланка — Алехин
|   | a | b | c | d | e | f | g | h |   |
| - | --- | --- | --- | --- | --- | --- | --- | --- | - |
| 8 | c8 чёрная ладья · g8 чёрный король · f7 чёрная пешка · g7 чёрная пешка · a6 чёрная пешка · e6 чёрная пешка · f6 чёрный слон · h6 чёрная пешка · b5 чёрная пешка · d5 чёрный ферзь · a4 белая пешка · b4 белая пешка · c4 чёрный конь · b3 белый ферзь · e3 белая пешка · f3 белый конь · g3 белый слон · f2 белая пешка · g2 белая пешка · h2 белая пешка · c1 белая ладья · g1 белый король | c8 чёрная ладья · g8 чёрный король · f7 чёрная пешка · g7 чёрная пешка · a6 чёрная пешка · e6 чёрная пешка · f6 чёрный слон · h6 чёрная пешка · b5 чёрная пешка · d5 чёрный ферзь · a4 белая пешка · b4 белая пешка · c4 чёрный конь · b3 белый ферзь · e3 белая пешка · f3 белый конь · g3 белый слон · f2 белая пешка · g2 белая пешка · h2 белая пешка · c1 белая ладья · g1 белый король | c8 чёрная ладья · g8 чёрный король · f7 чёрная пешка · g7 чёрная пешка · a6 чёрная пешка · e6 чёрная пешка · f6 чёрный слон · h6 чёрная пешка · b5 чёрная пешка · d5 чёрный ферзь · a4 белая пешка · b4 белая пешка · c4 чёрный конь · b3 белый ферзь · e3 белая пешка · f3 белый конь · g3 белый слон · f2 белая пешка · g2 белая пешка · h2 белая пешка · c1 белая ладья · g1 белый король | c8 чёрная ладья · g8 чёрный король · f7 чёрная пешка · g7 чёрная пешка · a6 чёрная пешка · e6 чёрная пешка · f6 чёрный слон · h6 чёрная пешка · b5 чёрная пешка · d5 чёрный ферзь · a4 белая пешка · b4 белая пешка · c4 чёрный конь · b3 белый ферзь · e3 белая пешка · f3 белый конь · g3 белый слон · f2 белая пешка · g2 белая пешка · h2 белая пешка · c1 белая ладья · g1 белый король | c8 чёрная ладья · g8 чёрный король · f7 чёрная пешка · g7 чёрная пешка · a6 чёрная пешка · e6 чёрная пешка · f6 чёрный слон · h6 чёрная пешка · b5 чёрная пешка · d5 чёрный ферзь · a4 белая пешка · b4 белая пешка · c4 чёрный конь · b3 белый ферзь · e3 белая пешка · f3 белый конь · g3 белый слон · f2 белая пешка · g2 белая пешка · h2 белая пешка · c1 белая ладья · g1 белый король | c8 чёрная ладья · g8 чёрный король · f7 чёрная пешка · g7 чёрная пешка · a6 чёрная пешка · e6 чёрная пешка · f6 чёрный слон · h6 чёрная пешка · b5 чёрная пешка · d5 чёрный ферзь · a4 белая пешка · b4 белая пешка · c4 чёрный конь · b3 белый ферзь · e3 белая пешка · f3 белый конь · g3 белый слон · f2 белая пешка · g2 белая пешка · h2 белая пешка · c1 белая ладья · g1 белый король | c8 чёрная ладья · g8 чёрный король · f7 чёрная пешка · g7 чёрная пешка · a6 чёрная пешка · e6 чёрная пешка · f6 чёрный слон · h6 чёрная пешка · b5 чёрная пешка · d5 чёрный ферзь · a4 белая пешка · b4 белая пешка · c4 чёрный конь · b3 белый ферзь · e3 белая пешка · f3 белый конь · g3 белый слон · f2 белая пешка · g2 белая пешка · h2 белая пешка · c1 белая ладья · g1 белый король | c8 чёрная ладья · g8 чёрный король · f7 чёрная пешка · g7 чёрная пешка · a6 чёрная пешка · e6 чёрная пешка · f6 чёрный слон · h6 чёрная пешка · b5 чёрная пешка · d5 чёрный ферзь · a4 белая пешка · b4 белая пешка · c4 чёрный конь · b3 белый ферзь · e3 белая пешка · f3 белый конь · g3 белый слон · f2 белая пешка · g2 белая пешка · h2 белая пешка · c1 белая ладья · g1 белый король | 8 |
| 7 | c8 чёрная ладья · g8 чёрный король · f7 чёрная пешка · g7 чёрная пешка · a6 чёрная пешка · e6 чёрная пешка · f6 чёрный слон · h6 чёрная пешка · b5 чёрная пешка · d5 чёрный ферзь · a4 белая пешка · b4 белая пешка · c4 чёрный конь · b3 белый ферзь · e3 белая пешка · f3 белый конь · g3 белый слон · f2 белая пешка · g2 белая пешка · h2 белая пешка · c1 белая ладья · g1 белый король | c8 чёрная ладья · g8 чёрный король · f7 чёрная пешка · g7 чёрная пешка · a6 чёрная пешка · e6 чёрная пешка · f6 чёрный слон · h6 чёрная пешка · b5 чёрная пешка · d5 чёрный ферзь · a4 белая пешка · b4 белая пешка · c4 чёрный конь · b3 белый ферзь · e3 белая пешка · f3 белый конь · g3 белый слон · f2 белая пешка · g2 белая пешка · h2 белая пешка · c1 белая ладья · g1 белый король | c8 чёрная ладья · g8 чёрный король · f7 чёрная пешка · g7 чёрная пешка · a6 чёрная пешка · e6 чёрная пешка · f6 чёрный слон · h6 чёрная пешка · b5 чёрная пешка · d5 чёрный ферзь · a4 белая пешка · b4 белая пешка · c4 чёрный конь · b3 белый ферзь · e3 белая пешка · f3 белый конь · g3 белый слон · f2 белая пешка · g2 белая пешка · h2 белая пешка · c1 белая ладья · g1 белый король | c8 чёрная ладья · g8 чёрный король · f7 чёрная пешка · g7 чёрная пешка · a6 чёрная пешка · e6 чёрная пешка · f6 чёрный слон · h6 чёрная пешка · b5 чёрная пешка · d5 чёрный ферзь · a4 белая пешка · b4 белая пешка · c4 чёрный конь · b3 белый ферзь · e3 белая пешка · f3 белый конь · g3 белый слон · f2 белая пешка · g2 белая пешка · h2 белая пешка · c1 белая ладья · g1 белый король | c8 чёрная ладья · g8 чёрный король · f7 чёрная пешка · g7 чёрная пешка · a6 чёрная пешка · e6 чёрная пешка · f6 чёрный слон · h6 чёрная пешка · b5 чёрная пешка · d5 чёрный ферзь · a4 белая пешка · b4 белая пешка · c4 чёрный конь · b3 белый ферзь · e3 белая пешка · f3 белый конь · g3 белый слон · f2 белая пешка · g2 белая пешка · h2 белая пешка · c1 белая ладья · g1 белый король | c8 чёрная ладья · g8 чёрный король · f7 чёрная пешка · g7 чёрная пешка · a6 чёрная пешка · e6 чёрная пешка · f6 чёрный слон · h6 чёрная пешка · b5 чёрная пешка · d5 чёрный ферзь · a4 белая пешка · b4 белая пешка · c4 чёрный конь · b3 белый ферзь · e3 белая пешка · f3 белый конь · g3 белый слон · f2 белая пешка · g2 белая пешка · h2 белая пешка · c1 белая ладья · g1 белый король | c8 чёрная ладья · g8 чёрный король · f7 чёрная пешка · g7 чёрная пешка · a6 чёрная пешка · e6 чёрная пешка · f6 чёрный слон · h6 чёрная пешка · b5 чёрная пешка · d5 чёрный ферзь · a4 белая пешка · b4 белая пешка · c4 чёрный конь · b3 белый ферзь · e3 белая пешка · f3 белый конь · g3 белый слон · f2 белая пешка · g2 белая пешка · h2 белая пешка · c1 белая ладья · g1 белый король | c8 чёрная ладья · g8 чёрный король · f7 чёрная пешка · g7 чёрная пешка · a6 чёрная пешка · e6 чёрная пешка · f6 чёрный слон · h6 чёрная пешка · b5 чёрная пешка · d5 чёрный ферзь · a4 белая пешка · b4 белая пешка · c4 чёрный конь · b3 белый ферзь · e3 белая пешка · f3 белый конь · g3 белый слон · f2 белая пешка · g2 белая пешка · h2 белая пешка · c1 белая ладья · g1 белый король | 7 |
| 6 | c8 чёрная ладья · g8 чёрный король · f7 чёрная пешка · g7 чёрная пешка · a6 чёрная пешка · e6 чёрная пешка · f6 чёрный слон · h6 чёрная пешка · b5 чёрная пешка · d5 чёрный ферзь · a4 белая пешка · b4 белая пешка · c4 чёрный конь · b3 белый ферзь · e3 белая пешка · f3 белый конь · g3 белый слон · f2 белая пешка · g2 белая пешка · h2 белая пешка · c1 белая ладья · g1 белый король | c8 чёрная ладья · g8 чёрный король · f7 чёрная пешка · g7 чёрная пешка · a6 чёрная пешка · e6 чёрная пешка · f6 чёрный слон · h6 чёрная пешка · b5 чёрная пешка · d5 чёрный ферзь · a4 белая пешка · b4 белая пешка · c4 чёрный конь · b3 белый ферзь · e3 белая пешка · f3 белый конь · g3 белый слон · f2 белая пешка · g2 белая пешка · h2 белая пешка · c1 белая ладья · g1 белый король | c8 чёрная ладья · g8 чёрный король · f7 чёрная пешка · g7 чёрная пешка · a6 чёрная пешка · e6 чёрная пешка · f6 чёрный слон · h6 чёрная пешка · b5 чёрная пешка · d5 чёрный ферзь · a4 белая пешка · b4 белая пешка · c4 чёрный конь · b3 белый ферзь · e3 белая пешка · f3 белый конь · g3 белый слон · f2 белая пешка · g2 белая пешка · h2 белая пешка · c1 белая ладья · g1 белый король | c8 чёрная ладья · g8 чёрный король · f7 чёрная пешка · g7 чёрная пешка · a6 чёрная пешка · e6 чёрная пешка · f6 чёрный слон · h6 чёрная пешка · b5 чёрная пешка · d5 чёрный ферзь · a4 белая пешка · b4 белая пешка · c4 чёрный конь · b3 белый ферзь · e3 белая пешка · f3 белый конь · g3 белый слон · f2 белая пешка · g2 белая пешка · h2 белая пешка · c1 белая ладья · g1 белый король | c8 чёрная ладья · g8 чёрный король · f7 чёрная пешка · g7 чёрная пешка · a6 чёрная пешка · e6 чёрная пешка · f6 чёрный слон · h6 чёрная пешка · b5 чёрная пешка · d5 чёрный ферзь · a4 белая пешка · b4 белая пешка · c4 чёрный конь · b3 белый ферзь · e3 белая пешка · f3 белый конь · g3 белый слон · f2 белая пешка · g2 белая пешка · h2 белая пешка · c1 белая ладья · g1 белый король | c8 чёрная ладья · g8 чёрный король · f7 чёрная пешка · g7 чёрная пешка · a6 чёрная пешка · e6 чёрная пешка · f6 чёрный слон · h6 чёрная пешка · b5 чёрная пешка · d5 чёрный ферзь · a4 белая пешка · b4 белая пешка · c4 чёрный конь · b3 белый ферзь · e3 белая пешка · f3 белый конь · g3 белый слон · f2 белая пешка · g2 белая пешка · h2 белая пешка · c1 белая ладья · g1 белый король | c8 чёрная ладья · g8 чёрный король · f7 чёрная пешка · g7 чёрная пешка · a6 чёрная пешка · e6 чёрная пешка · f6 чёрный слон · h6 чёрная пешка · b5 чёрная пешка · d5 чёрный ферзь · a4 белая пешка · b4 белая пешка · c4 чёрный конь · b3 белый ферзь · e3 белая пешка · f3 белый конь · g3 белый слон · f2 белая пешка · g2 белая пешка · h2 белая пешка · c1 белая ладья · g1 белый король | c8 чёрная ладья · g8 чёрный король · f7 чёрная пешка · g7 чёрная пешка · a6 чёрная пешка · e6 чёрная пешка · f6 чёрный слон · h6 чёрная пешка · b5 чёрная пешка · d5 чёрный ферзь · a4 белая пешка · b4 белая пешка · c4 чёрный конь · b3 белый ферзь · e3 белая пешка · f3 белый конь · g3 белый слон · f2 белая пешка · g2 белая пешка · h2 белая пешка · c1 белая ладья · g1 белый король | 6 |
| 5 | c8 чёрная ладья · g8 чёрный король · f7 чёрная пешка · g7 чёрная пешка · a6 чёрная пешка · e6 чёрная пешка · f6 чёрный слон · h6 чёрная пешка · b5 чёрная пешка · d5 чёрный ферзь · a4 белая пешка · b4 белая пешка · c4 чёрный конь · b3 белый ферзь · e3 белая пешка · f3 белый конь · g3 белый слон · f2 белая пешка · g2 белая пешка · h2 белая пешка · c1 белая ладья · g1 белый король | c8 чёрная ладья · g8 чёрный король · f7 чёрная пешка · g7 чёрная пешка · a6 чёрная пешка · e6 чёрная пешка · f6 чёрный слон · h6 чёрная пешка · b5 чёрная пешка · d5 чёрный ферзь · a4 белая пешка · b4 белая пешка · c4 чёрный конь · b3 белый ферзь · e3 белая пешка · f3 белый конь · g3 белый слон · f2 белая пешка · g2 белая пешка · h2 белая пешка · c1 белая ладья · g1 белый король | c8 чёрная ладья · g8 чёрный король · f7 чёрная пешка · g7 чёрная пешка · a6 чёрная пешка · e6 чёрная пешка · f6 чёрный слон · h6 чёрная пешка · b5 чёрная пешка · d5 чёрный ферзь · a4 белая пешка · b4 белая пешка · c4 чёрный конь · b3 белый ферзь · e3 белая пешка · f3 белый конь · g3 белый слон · f2 белая пешка · g2 белая пешка · h2 белая пешка · c1 белая ладья · g1 белый король | c8 чёрная ладья · g8 чёрный король · f7 чёрная пешка · g7 чёрная пешка · a6 чёрная пешка · e6 чёрная пешка · f6 чёрный слон · h6 чёрная пешка · b5 чёрная пешка · d5 чёрный ферзь · a4 белая пешка · b4 белая пешка · c4 чёрный конь · b3 белый ферзь · e3 белая пешка · f3 белый конь · g3 белый слон · f2 белая пешка · g2 белая пешка · h2 белая пешка · c1 белая ладья · g1 белый король | c8 чёрная ладья · g8 чёрный король · f7 чёрная пешка · g7 чёрная пешка · a6 чёрная пешка · e6 чёрная пешка · f6 чёрный слон · h6 чёрная пешка · b5 чёрная пешка · d5 чёрный ферзь · a4 белая пешка · b4 белая пешка · c4 чёрный конь · b3 белый ферзь · e3 белая пешка · f3 белый конь · g3 белый слон · f2 белая пешка · g2 белая пешка · h2 белая пешка · c1 белая ладья · g1 белый король | c8 чёрная ладья · g8 чёрный король · f7 чёрная пешка · g7 чёрная пешка · a6 чёрная пешка · e6 чёрная пешка · f6 чёрный слон · h6 чёрная пешка · b5 чёрная пешка · d5 чёрный ферзь · a4 белая пешка · b4 белая пешка · c4 чёрный конь · b3 белый ферзь · e3 белая пешка · f3 белый конь · g3 белый слон · f2 белая пешка · g2 белая пешка · h2 белая пешка · c1 белая ладья · g1 белый король | c8 чёрная ладья · g8 чёрный король · f7 чёрная пешка · g7 чёрная пешка · a6 чёрная пешка · e6 чёрная пешка · f6 чёрный слон · h6 чёрная пешка · b5 чёрная пешка · d5 чёрный ферзь · a4 белая пешка · b4 белая пешка · c4 чёрный конь · b3 белый ферзь · e3 белая пешка · f3 белый конь · g3 белый слон · f2 белая пешка · g2 белая пешка · h2 белая пешка · c1 белая ладья · g1 белый король | c8 чёрная ладья · g8 чёрный король · f7 чёрная пешка · g7 чёрная пешка · a6 чёрная пешка · e6 чёрная пешка · f6 чёрный слон · h6 чёрная пешка · b5 чёрная пешка · d5 чёрный ферзь · a4 белая пешка · b4 белая пешка · c4 чёрный конь · b3 белый ферзь · e3 белая пешка · f3 белый конь · g3 белый слон · f2 белая пешка · g2 белая пешка · h2 белая пешка · c1 белая ладья · g1 белый король | 5 |
| 4 | c8 чёрная ладья · g8 чёрный король · f7 чёрная пешка · g7 чёрная пешка · a6 чёрная пешка · e6 чёрная пешка · f6 чёрный слон · h6 чёрная пешка · b5 чёрная пешка · d5 чёрный ферзь · a4 белая пешка · b4 белая пешка · c4 чёрный конь · b3 белый ферзь · e3 белая пешка · f3 белый конь · g3 белый слон · f2 белая пешка · g2 белая пешка · h2 белая пешка · c1 белая ладья · g1 белый король | c8 чёрная ладья · g8 чёрный король · f7 чёрная пешка · g7 чёрная пешка · a6 чёрная пешка · e6 чёрная пешка · f6 чёрный слон · h6 чёрная пешка · b5 чёрная пешка · d5 чёрный ферзь · a4 белая пешка · b4 белая пешка · c4 чёрный конь · b3 белый ферзь · e3 белая пешка · f3 белый конь · g3 белый слон · f2 белая пешка · g2 белая пешка · h2 белая пешка · c1 белая ладья · g1 белый король | c8 чёрная ладья · g8 чёрный король · f7 чёрная пешка · g7 чёрная пешка · a6 чёрная пешка · e6 чёрная пешка · f6 чёрный слон · h6 чёрная пешка · b5 чёрная пешка · d5 чёрный ферзь · a4 белая пешка · b4 белая пешка · c4 чёрный конь · b3 белый ферзь · e3 белая пешка · f3 белый конь · g3 белый слон · f2 белая пешка · g2 белая пешка · h2 белая пешка · c1 белая ладья · g1 белый король | c8 чёрная ладья · g8 чёрный король · f7 чёрная пешка · g7 чёрная пешка · a6 чёрная пешка · e6 чёрная пешка · f6 чёрный слон · h6 чёрная пешка · b5 чёрная пешка · d5 чёрный ферзь · a4 белая пешка · b4 белая пешка · c4 чёрный конь · b3 белый ферзь · e3 белая пешка · f3 белый конь · g3 белый слон · f2 белая пешка · g2 белая пешка · h2 белая пешка · c1 белая ладья · g1 белый король | c8 чёрная ладья · g8 чёрный король · f7 чёрная пешка · g7 чёрная пешка · a6 чёрная пешка · e6 чёрная пешка · f6 чёрный слон · h6 чёрная пешка · b5 чёрная пешка · d5 чёрный ферзь · a4 белая пешка · b4 белая пешка · c4 чёрный конь · b3 белый ферзь · e3 белая пешка · f3 белый конь · g3 белый слон · f2 белая пешка · g2 белая пешка · h2 белая пешка · c1 белая ладья · g1 белый король | c8 чёрная ладья · g8 чёрный король · f7 чёрная пешка · g7 чёрная пешка · a6 чёрная пешка · e6 чёрная пешка · f6 чёрный слон · h6 чёрная пешка · b5 чёрная пешка · d5 чёрный ферзь · a4 белая пешка · b4 белая пешка · c4 чёрный конь · b3 белый ферзь · e3 белая пешка · f3 белый конь · g3 белый слон · f2 белая пешка · g2 белая пешка · h2 белая пешка · c1 белая ладья · g1 белый король | c8 чёрная ладья · g8 чёрный король · f7 чёрная пешка · g7 чёрная пешка · a6 чёрная пешка · e6 чёрная пешка · f6 чёрный слон · h6 чёрная пешка · b5 чёрная пешка · d5 чёрный ферзь · a4 белая пешка · b4 белая пешка · c4 чёрный конь · b3 белый ферзь · e3 белая пешка · f3 белый конь · g3 белый слон · f2 белая пешка · g2 белая пешка · h2 белая пешка · c1 белая ладья · g1 белый король | c8 чёрная ладья · g8 чёрный король · f7 чёрная пешка · g7 чёрная пешка · a6 чёрная пешка · e6 чёрная пешка · f6 чёрный слон · h6 чёрная пешка · b5 чёрная пешка · d5 чёрный ферзь · a4 белая пешка · b4 белая пешка · c4 чёрный конь · b3 белый ферзь · e3 белая пешка · f3 белый конь · g3 белый слон · f2 белая пешка · g2 белая пешка · h2 белая пешка · c1 белая ладья · g1 белый король | 4 |
| 3 | c8 чёрная ладья · g8 чёрный король · f7 чёрная пешка · g7 чёрная пешка · a6 чёрная пешка · e6 чёрная пешка · f6 чёрный слон · h6 чёрная пешка · b5 чёрная пешка · d5 чёрный ферзь · a4 белая пешка · b4 белая пешка · c4 чёрный конь · b3 белый ферзь · e3 белая пешка · f3 белый конь · g3 белый слон · f2 белая пешка · g2 белая пешка · h2 белая пешка · c1 белая ладья · g1 белый король | c8 чёрная ладья · g8 чёрный король · f7 чёрная пешка · g7 чёрная пешка · a6 чёрная пешка · e6 чёрная пешка · f6 чёрный слон · h6 чёрная пешка · b5 чёрная пешка · d5 чёрный ферзь · a4 белая пешка · b4 белая пешка · c4 чёрный конь · b3 белый ферзь · e3 белая пешка · f3 белый конь · g3 белый слон · f2 белая пешка · g2 белая пешка · h2 белая пешка · c1 белая ладья · g1 белый король | c8 чёрная ладья · g8 чёрный король · f7 чёрная пешка · g7 чёрная пешка · a6 чёрная пешка · e6 чёрная пешка · f6 чёрный слон · h6 чёрная пешка · b5 чёрная пешка · d5 чёрный ферзь · a4 белая пешка · b4 белая пешка · c4 чёрный конь · b3 белый ферзь · e3 белая пешка · f3 белый конь · g3 белый слон · f2 белая пешка · g2 белая пешка · h2 белая пешка · c1 белая ладья · g1 белый король | c8 чёрная ладья · g8 чёрный король · f7 чёрная пешка · g7 чёрная пешка · a6 чёрная пешка · e6 чёрная пешка · f6 чёрный слон · h6 чёрная пешка · b5 чёрная пешка · d5 чёрный ферзь · a4 белая пешка · b4 белая пешка · c4 чёрный конь · b3 белый ферзь · e3 белая пешка · f3 белый конь · g3 белый слон · f2 белая пешка · g2 белая пешка · h2 белая пешка · c1 белая ладья · g1 белый король | c8 чёрная ладья · g8 чёрный король · f7 чёрная пешка · g7 чёрная пешка · a6 чёрная пешка · e6 чёрная пешка · f6 чёрный слон · h6 чёрная пешка · b5 чёрная пешка · d5 чёрный ферзь · a4 белая пешка · b4 белая пешка · c4 чёрный конь · b3 белый ферзь · e3 белая пешка · f3 белый конь · g3 белый слон · f2 белая пешка · g2 белая пешка · h2 белая пешка · c1 белая ладья · g1 белый король | c8 чёрная ладья · g8 чёрный король · f7 чёрная пешка · g7 чёрная пешка · a6 чёрная пешка · e6 чёрная пешка · f6 чёрный слон · h6 чёрная пешка · b5 чёрная пешка · d5 чёрный ферзь · a4 белая пешка · b4 белая пешка · c4 чёрный конь · b3 белый ферзь · e3 белая пешка · f3 белый конь · g3 белый слон · f2 белая пешка · g2 белая пешка · h2 белая пешка · c1 белая ладья · g1 белый король | c8 чёрная ладья · g8 чёрный король · f7 чёрная пешка · g7 чёрная пешка · a6 чёрная пешка · e6 чёрная пешка · f6 чёрный слон · h6 чёрная пешка · b5 чёрная пешка · d5 чёрный ферзь · a4 белая пешка · b4 белая пешка · c4 чёрный конь · b3 белый ферзь · e3 белая пешка · f3 белый конь · g3 белый слон · f2 белая пешка · g2 белая пешка · h2 белая пешка · c1 белая ладья · g1 белый король | c8 чёрная ладья · g8 чёрный король · f7 чёрная пешка · g7 чёрная пешка · a6 чёрная пешка · e6 чёрная пешка · f6 чёрный слон · h6 чёрная пешка · b5 чёрная пешка · d5 чёрный ферзь · a4 белая пешка · b4 белая пешка · c4 чёрный конь · b3 белый ферзь · e3 белая пешка · f3 белый конь · g3 белый слон · f2 белая пешка · g2 белая пешка · h2 белая пешка · c1 белая ладья · g1 белый король | 3 |
| 2 | c8 чёрная ладья · g8 чёрный король · f7 чёрная пешка · g7 чёрная пешка · a6 чёрная пешка · e6 чёрная пешка · f6 чёрный слон · h6 чёрная пешка · b5 чёрная пешка · d5 чёрный ферзь · a4 белая пешка · b4 белая пешка · c4 чёрный конь · b3 белый ферзь · e3 белая пешка · f3 белый конь · g3 белый слон · f2 белая пешка · g2 белая пешка · h2 белая пешка · c1 белая ладья · g1 белый король | c8 чёрная ладья · g8 чёрный король · f7 чёрная пешка · g7 чёрная пешка · a6 чёрная пешка · e6 чёрная пешка · f6 чёрный слон · h6 чёрная пешка · b5 чёрная пешка · d5 чёрный ферзь · a4 белая пешка · b4 белая пешка · c4 чёрный конь · b3 белый ферзь · e3 белая пешка · f3 белый конь · g3 белый слон · f2 белая пешка · g2 белая пешка · h2 белая пешка · c1 белая ладья · g1 белый король | c8 чёрная ладья · g8 чёрный король · f7 чёрная пешка · g7 чёрная пешка · a6 чёрная пешка · e6 чёрная пешка · f6 чёрный слон · h6 чёрная пешка · b5 чёрная пешка · d5 чёрный ферзь · a4 белая пешка · b4 белая пешка · c4 чёрный конь · b3 белый ферзь · e3 белая пешка · f3 белый конь · g3 белый слон · f2 белая пешка · g2 белая пешка · h2 белая пешка · c1 белая ладья · g1 белый король | c8 чёрная ладья · g8 чёрный король · f7 чёрная пешка · g7 чёрная пешка · a6 чёрная пешка · e6 чёрная пешка · f6 чёрный слон · h6 чёрная пешка · b5 чёрная пешка · d5 чёрный ферзь · a4 белая пешка · b4 белая пешка · c4 чёрный конь · b3 белый ферзь · e3 белая пешка · f3 белый конь · g3 белый слон · f2 белая пешка · g2 белая пешка · h2 белая пешка · c1 белая ладья · g1 белый король | c8 чёрная ладья · g8 чёрный король · f7 чёрная пешка · g7 чёрная пешка · a6 чёрная пешка · e6 чёрная пешка · f6 чёрный слон · h6 чёрная пешка · b5 чёрная пешка · d5 чёрный ферзь · a4 белая пешка · b4 белая пешка · c4 чёрный конь · b3 белый ферзь · e3 белая пешка · f3 белый конь · g3 белый слон · f2 белая пешка · g2 белая пешка · h2 белая пешка · c1 белая ладья · g1 белый король | c8 чёрная ладья · g8 чёрный король · f7 чёрная пешка · g7 чёрная пешка · a6 чёрная пешка · e6 чёрная пешка · f6 чёрный слон · h6 чёрная пешка · b5 чёрная пешка · d5 чёрный ферзь · a4 белая пешка · b4 белая пешка · c4 чёрный конь · b3 белый ферзь · e3 белая пешка · f3 белый конь · g3 белый слон · f2 белая пешка · g2 белая пешка · h2 белая пешка · c1 белая ладья · g1 белый король | c8 чёрная ладья · g8 чёрный король · f7 чёрная пешка · g7 чёрная пешка · a6 чёрная пешка · e6 чёрная пешка · f6 чёрный слон · h6 чёрная пешка · b5 чёрная пешка · d5 чёрный ферзь · a4 белая пешка · b4 белая пешка · c4 чёрный конь · b3 белый ферзь · e3 белая пешка · f3 белый конь · g3 белый слон · f2 белая пешка · g2 белая пешка · h2 белая пешка · c1 белая ладья · g1 белый король | c8 чёрная ладья · g8 чёрный король · f7 чёрная пешка · g7 чёрная пешка · a6 чёрная пешка · e6 чёрная пешка · f6 чёрный слон · h6 чёрная пешка · b5 чёрная пешка · d5 чёрный ферзь · a4 белая пешка · b4 белая пешка · c4 чёрный конь · b3 белый ферзь · e3 белая пешка · f3 белый конь · g3 белый слон · f2 белая пешка · g2 белая пешка · h2 белая пешка · c1 белая ладья · g1 белый король | 2 |
| 1 | c8 чёрная ладья · g8 чёрный король · f7 чёрная пешка · g7 чёрная пешка · a6 чёрная пешка · e6 чёрная пешка · f6 чёрный слон · h6 чёрная пешка · b5 чёрная пешка · d5 чёрный ферзь · a4 белая пешка · b4 белая пешка · c4 чёрный конь · b3 белый ферзь · e3 белая пешка · f3 белый конь · g3 белый слон · f2 белая пешка · g2 белая пешка · h2 белая пешка · c1 белая ладья · g1 белый король | c8 чёрная ладья · g8 чёрный король · f7 чёрная пешка · g7 чёрная пешка · a6 чёрная пешка · e6 чёрная пешка · f6 чёрный слон · h6 чёрная пешка · b5 чёрная пешка · d5 чёрный ферзь · a4 белая пешка · b4 белая пешка · c4 чёрный конь · b3 белый ферзь · e3 белая пешка · f3 белый конь · g3 белый слон · f2 белая пешка · g2 белая пешка · h2 белая пешка · c1 белая ладья · g1 белый король | c8 чёрная ладья · g8 чёрный король · f7 чёрная пешка · g7 чёрная пешка · a6 чёрная пешка · e6 чёрная пешка · f6 чёрный слон · h6 чёрная пешка · b5 чёрная пешка · d5 чёрный ферзь · a4 белая пешка · b4 белая пешка · c4 чёрный конь · b3 белый ферзь · e3 белая пешка · f3 белый конь · g3 белый слон · f2 белая пешка · g2 белая пешка · h2 белая пешка · c1 белая ладья · g1 белый король | c8 чёрная ладья · g8 чёрный король · f7 чёрная пешка · g7 чёрная пешка · a6 чёрная пешка · e6 чёрная пешка · f6 чёрный слон · h6 чёрная пешка · b5 чёрная пешка · d5 чёрный ферзь · a4 белая пешка · b4 белая пешка · c4 чёрный конь · b3 белый ферзь · e3 белая пешка · f3 белый конь · g3 белый слон · f2 белая пешка · g2 белая пешка · h2 белая пешка · c1 белая ладья · g1 белый король | c8 чёрная ладья · g8 чёрный король · f7 чёрная пешка · g7 чёрная пешка · a6 чёрная пешка · e6 чёрная пешка · f6 чёрный слон · h6 чёрная пешка · b5 чёрная пешка · d5 чёрный ферзь · a4 белая пешка · b4 белая пешка · c4 чёрный конь · b3 белый ферзь · e3 белая пешка · f3 белый конь · g3 белый слон · f2 белая пешка · g2 белая пешка · h2 белая пешка · c1 белая ладья · g1 белый король | c8 чёрная ладья · g8 чёрный король · f7 чёрная пешка · g7 чёрная пешка · a6 чёрная пешка · e6 чёрная пешка · f6 чёрный слон · h6 чёрная пешка · b5 чёрная пешка · d5 чёрный ферзь · a4 белая пешка · b4 белая пешка · c4 чёрный конь · b3 белый ферзь · e3 белая пешка · f3 белый конь · g3 белый слон · f2 белая пешка · g2 белая пешка · h2 белая пешка · c1 белая ладья · g1 белый король | c8 чёрная ладья · g8 чёрный король · f7 чёрная пешка · g7 чёрная пешка · a6 чёрная пешка · e6 чёрная пешка · f6 чёрный слон · h6 чёрная пешка · b5 чёрная пешка · d5 чёрный ферзь · a4 белая пешка · b4 белая пешка · c4 чёрный конь · b3 белый ферзь · e3 белая пешка · f3 белый конь · g3 белый слон · f2 белая пешка · g2 белая пешка · h2 белая пешка · c1 белая ладья · g1 белый король | c8 чёрная ладья · g8 чёрный король · f7 чёрная пешка · g7 чёрная пешка · a6 чёрная пешка · e6 чёрная пешка · f6 чёрный слон · h6 чёрная пешка · b5 чёрная пешка · d5 чёрный ферзь · a4 белая пешка · b4 белая пешка · c4 чёрный конь · b3 белый ферзь · e3 белая пешка · f3 белый конь · g3 белый слон · f2 белая пешка · g2 белая пешка · h2 белая пешка · c1 белая ладья · g1 белый король | 1 |
|   | a | b | c | d | e | f | g | h |   |

1. d4 d5 2. c4 e6 3. Кc3 Кf6 4. Сg5 Кbd7 5. e3 Сe7 6. Кf3 O-O 7. Лc1 a6 8. a3 h6 9. Сh4 dc 10. С:c4 b5 11. Сe2 Сb7 12. O-O c5 13. dc К:c5 14. Кd4 Лc8 15. b4 Кcd7 16. Сg3 Кb6 17. Фb3 Кfd5 18. Сf3 Лc4 19. Кe4 Фc8 20. Л:c4 К:c4 21. Лc1 Фa8 22. Кc3 Лc8 23. К:d5 С:d5 24. С:d5 Ф:d5 25. a4 Сf6 26. Кf3 (см. диаграмму)
26 …Сb2! 27. Лe1 Лd8 28. ab ab 29. h3 e5! 30. Лb1 e4 31. Кd4 С:d4 32. Лd1? К:e3!, 0 : 1